# كيرك بارتون
كيرك بارتون (بالإنجليزية: Kirk Barton)‏ هو لاعب كرة قدم أمريكية أمريكي، ولد في 4 نوفمبر 1984 في نيبلز في الولايات المتحدة.